# 레즈바니 비스트
레즈바니 비스트(영어: Rezvani Beast)는 2015년에 출시된 차량으로 레즈바니 오토모티브 디자인에서 개발된 차량이다. 아리엘 아톰, 로티스 앨티스 모델을 기반으로 제작되었다.

## 파생 모델

### 레즈바니 비스트
2014년 6월에 아리엘 아톰 모델을 기반으로 제작된 차량으로 차체의 경우 탄소섬유인 경량 탄소 섬유 본체를 기반으로 제작되었다. 변속기의 경우 6단 수동변속기를 탑재했고 부품의 경우 영국에서 제작된 반면 차량 조립의 경우 미국에서 제작되었다. 이 중 앞유리의 경우 탈착식이 적용되었고 차의 무게는 1650 파운드이다.

### 레즈바니 비스트 알파
2016년에 출시된 모델로 이 차량은 사이드 와인더 도어를 적용한 모델로 엔진의 경우 터보차저 I4형이 탑재되었다. 변속기의 경우 6단 수동변속기를 탑재했고 새로운 기능인 파워 윈도우, 하드탑, 전원 잠금 장치, 에어백 및 온도 조절이 추가되었다.

### 레즈바니 비스트 X
기존 모델인 레즈바니 비스트에서 파생된 모델로 5대 한정 생산으로 제작되었다. 변속기의 경우 6단 수동변속기를 탑재했고 최대 마력은 700마력이 특징이다.

### 레즈바니 비스트 알파 X
탄소섬유 기반으로 제작된 차량으로 기존 레즈바니 비스트 X 모델과 마찬가지로 변속기의 경우 6단 수동변속기를 탑재했고 최대 마력은 700마력이 특징이다.

### 레즈바니 비스트 알파 X 블랙버드
2018년에 출시된 모델로 레즈바니 비스트 모델 중 최고급 모델로 기존 모델과 달리 차량 무게가 경량화가 되었고 차량 명칭의 유래는 록히드에서 제작된 SR-71 블랙버드에서 유래되었다. 변속기의 경우 6단 수동변속기를 탑재했고 최대 마력은 700마력이 특징이다.

## 비디오 게임에서의 등장
- 아스팔트 8: 에어본 - 레즈바니 비스트 알파, 레즈바니 비스트 X
- 아스팔트 9: 레전드 - 레즈바니 비스트 X